# На Суффена
«На Су́ффена» — условное название стихотворения римского поэта Гая Валерия Катулла, включённого в состав посмертного сборника («Книги Катулла Веронского») под номером 22. Здесь автор обращается к своему другу Вару (предположительно, Квинтилию Вару или Публию Альфену Вару) и рассказывает ему об общем знакомом Суффене — светском человеке, очень обаятельном и остроумном, который при этом пишет бездарные стихи. Возможно, позитивная характеристика Суффена — всего лишь ирония.